# Eppia truncatipennis
Eppia truncatipennis är en insektsart som beskrevs av Carl Stål 1875. Eppia truncatipennis ingår i släktet Eppia och familjen vårtbitare. Inga underarter finns listade i Catalogue of Life.